# Le Crime du Bouif (film, 1933)
Pour les articles homonymes, voir Le Crime du Bouif.
Pour plus de détails, voir Fiche technique et Distribution.
Le Crime du Bouif est un film français réalisé par André Berthomieu, sorti en 1933.

## Synopsis

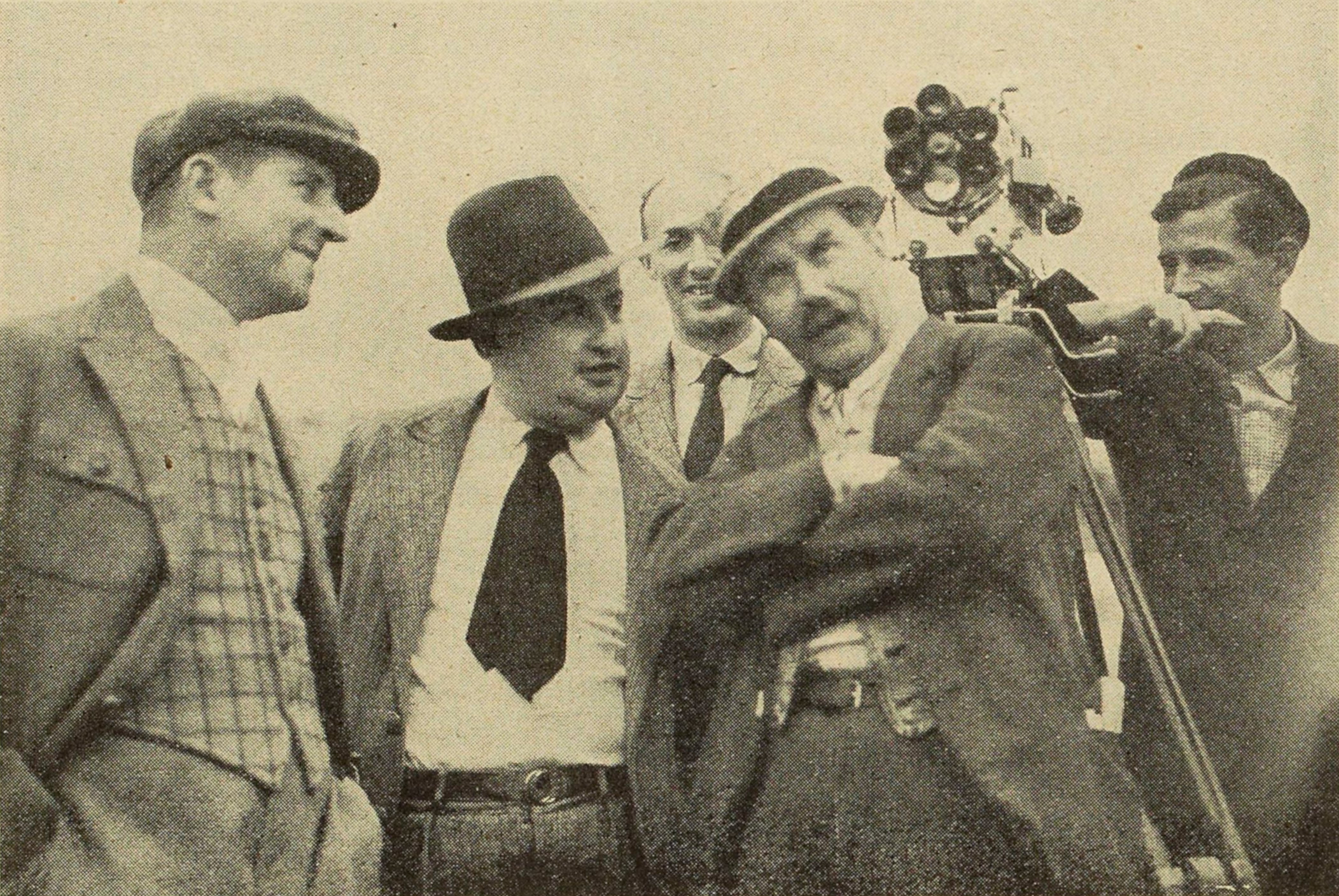
André Berthomieu sur les lieux du tournage du film, en compagnie de Félicien Tramel.

## Fiche technique
- Titre : Le Crime du Bouif
- Réalisation : André Berthomieu
- Scénario : André Mouëzy-Éon, d'après le roman de Georges de la Fouchardière
- Photographie : Jacques Montéran
- Cadreur : Jean Isnard
- Musique : Georges Van Parys
- Son : Robert Biart
- Décors : Hugues Laurent
- Production : Les Films de France
- Pays de production :  France
- Langue : Français
- Format : Noir et blanc — 35 mm — 1,37:1 — Son : Mono
- Genre Comédie dramatique
- Durée : 91 minutes
- Date de sortie : 
  - France : 27 janvier 1933

## Distribution
- Tramel : Bicard, dit « le Bouif »
- Jeanne Helbling : Mrs Hexam
- Mady Berry : Mme Bicard
- Baron fils : le juge Chennevert
- Marcel Vibert : le docteur Bourdon
- Alfred Argus : Roggers
- Albert Broquin : un agent
- Ketty Pierson : Gaby
- Géo Laby : La Frite
- Henry Trévoux : le commissaire
- Jean Diener : le procureur
- Henry Houry : M. Hexam